# Единый внешний тариф
Единый внешний тариф (англ. Common External Tariff, CET) — тариф, по которому взимаются пошлины с товаров, пересекающих границу таможенного союза или общего рынка.

## Европейский союз
Единый внешний тариф — Единый таможенный тариф (англ. Common Customs Tariff) — действует в Европейском союзе. Ставка одинакова для всех стран, но отличается для различных групп товаров, также могут применяться дополнительные условия, касающиеся страны происхождения товара.

## Таможенный союз
В Таможенном союзе ЕАЭС действует Единый таможенный тариф Таможенного союза. Тариф применяется к 21 группе товаров в соответствии с Товарной номенклатурой внешнеэкономической деятельности Таможенного союза. Договоры о зоне свободной торговли заключены со странами СНГ и Сербией.

## Меркосур
Единый внешний тариф действует в странах Меркосур — общего рынка стран Южной Америки. Договоры о зоне свободной торговли заключён с Андским сообществом, Израилем, Египтом и Государством Палестина.